# Suzuki Intake Power Chamber
De Suzuki Intake Power Chamber (SIPC) is een onderdeel van het luchtinlaatsysteem van tweetaktmotoren van Suzukimotorfietsen. SIPC is in feite een verbindingsslang tussen twee inlaatkanalen zodat twee cilinders elkaars mengsel kunnen gebruiken. Het werd voor het eerst toegepast in de Suzuki RG 250 Gamma in 1983.